# Horsfieldia sucosa
Espèce
Horsfieldia sucosa est une espèce de plantes de la famille des Myristicaceae.

## Liste des sous-espèces
Selon Catalogue of Life (10 avril 2019) :
- sous-espèce Horsfieldia sucosa subsp. bifissa
- sous-espèce Horsfieldia sucosa subsp. sucosa